# Čileanski španjolski dijalekt
Čileanski španjolski (španjolski: español chileno) inačica je španjolskog jezika kojom se govori u Čileu. Varijeteti čileanskog španjolskog imaju specifična fonološka, gramatička i leksička obilježja, kao i poseban oblik slenga koji se razlikuje od slenga drugih dijalekata španjolskoga. Čileanski se dijalekt smatra jednim od najdivergentnijih varijeteta španjolskoga jezika.
Španjolska kraljevska akademija službeno prepoznaje 2214 riječi i izraza specifičnih čileanskomu dijalektu, no postoje i brojni nepriznati leksički elementi. U posljednje vrijeme, standardna inačica čileanskog dijalekta počela je rabiti sve veću količinu kolokvijalnih elemenata.

## Vanjske poveznice
- Diccionario de Modismos Chilenos ('Rječnik čileanskih pojmova')
- Pepe's Chile Chilean Slang, popis čileanskih kolokvijalizama i slenga
- Jergas de habla hispana, rječnik španjolskog slenga koji uključuje čileanske izraze